# 808s & Heartbreak
Az 808s & Heartbreak Kanye West amerikai rapper és producer negyedik stúdióalbuma, amely 2008. november 24-én jelent meg a Def Jam Recordings és a Roc-A-Fella Records kiadókon keresztül. West 2008 szeptemberében és októberében vette fel az albumot a Glenwood Studiosban, Burbankben (Kalifornia) és az Avex Studiosban (Honolulu, Hawaii), No I.D. és Jeff Bhasker producerek segítségével. A lemezen vendégelőadóként szerepelt Kid Cudi, Young Jeezy, Mr Hudson és Lil Wayne.
Tekintve, hogy West életének egyik legnehezebb időszakában született, az 808s & Heartbreak nagy változást hozott korábbi rapalbumaihoz képest. Hangzása elektronikusabb volt, West az Auto-Tune hangkorrekciós program segítségével énekelt, hogy a hangja jobban illjen az elektronikus zenei alapokhoz. Az utómunkálatokban is elhagyta a hiphopban megszokott elemeket a minimalista hangzásért, amelyet főként a Roland TR-808 dobgéppel ért el. Az album fő témái a szívfájdalom, a hírnév és a veszteség, melyet többek között Alexis Phiferrel való szakítása, illetve anyja, Donda West halála ihletett.
Az 808s & Heartbreak első helyen debütált a Billboard 200-on több, mint 450 ezer eladott példánnyal az első héten. Ugyan a nagyközönség nem fogadta rögtön jól az albumot, a zenei kritikusok pozitívan értékelték a lemezt, több év végi listán is magas pozíciót foglalt el. Négy kislemez jelent meg az albumról, amelyek közül az egyik a Love Lockdown volt, West legmagasabb Billboard Hot 100 debütálása. A Heartless szintén nagy sikernek örvendett. Kritikai sikerének ellenére az 52. Grammy-gálán nem nyert el jelölést az album, csak az Amazing című dal, a Legjobb duó vagy csapat által előadott rapteljesítmény kategóriában.
Kiadása óta az 808s & Heartbreak nagy befolyással volt a hiphop, a pop és az R&B műfajokra és azoknak fejlődésére, úttörője volt az emo rap kialakulásának. Korábban nem volt elfogadott a hiphopban, hogy az előadó ilyen formában az érzéseiről beszéljen, ezt a tabut tudta West megszüntetni az 808s & Heartbreakkel. A lemez helyet kapott a Rolling Stone Minden idők 40 legúttörőbb albuma listáján, és 244. helyen végzett a Minden idők 500 legjobb albuma listán. 2013-ra több mint 1,7 millió példány kelt el belőle az Egyesült Államokban, és 2020-ra tripla platina minősítést kapott az Amerikai Hanglemezgyártók Szövetségétől (RIAA).

## Háttér
A Graduation 2007-es megjelenése után West élete teljesen megváltozott. November 10-én elhunyt édesanyja, Donda West, egy plasztikai műtéttel kapcsolatos komplikáció következtében. Hónapokkal később szakított menyasszonyával, Alexis Phiferrel hat év együttlét után, amely 2002-ben kezdődött. Ugyanebben az időszakban nehezére esett hozzászokni a sikerhez, amit korábbi albumai hoztak neki. Gyakran kritizálta őt a média. Veszteségei és a számára szokatlan egyedüllét vezetett az 808s & Heartbreak album elkészítéséhez „ez az album terapeutikus volt – a csúcson lenni magányos.”
„Az 808s több, egy időben elszenvedett veszteségből született – mint amikor elvesztesz egy kart, egy lábat, és meg kell találnod, hogy hogyan tudod túltenni magad rajta.”

– Kanye West (2008)
West elmondása szerint úgy gondolta, hogy érzéseit nem tudja teljesen kifejezni a rappelésen keresztül, amelynek szerinte voltak határai. Ebben az időszakban a pop nem volt a legkedveltebb kortárs műfaj, de West kifejezte csodálatát a legsikeresebb popsztárok felé. Később azt mondta, hogy szerette volna, ha az általa kitalált stílust pop-artnak („művészi popnak”) nevezték volna. Elmondta, hogy tudja, hogy létezik egy képzőművészeti ágazat ugyanezzel a névvel, de szerette volna létrehozni annak zenei megfelelőjét. „Nevezzétek popnak vagy művészi popnak, mindkettő megfelel.”

## Felvételek

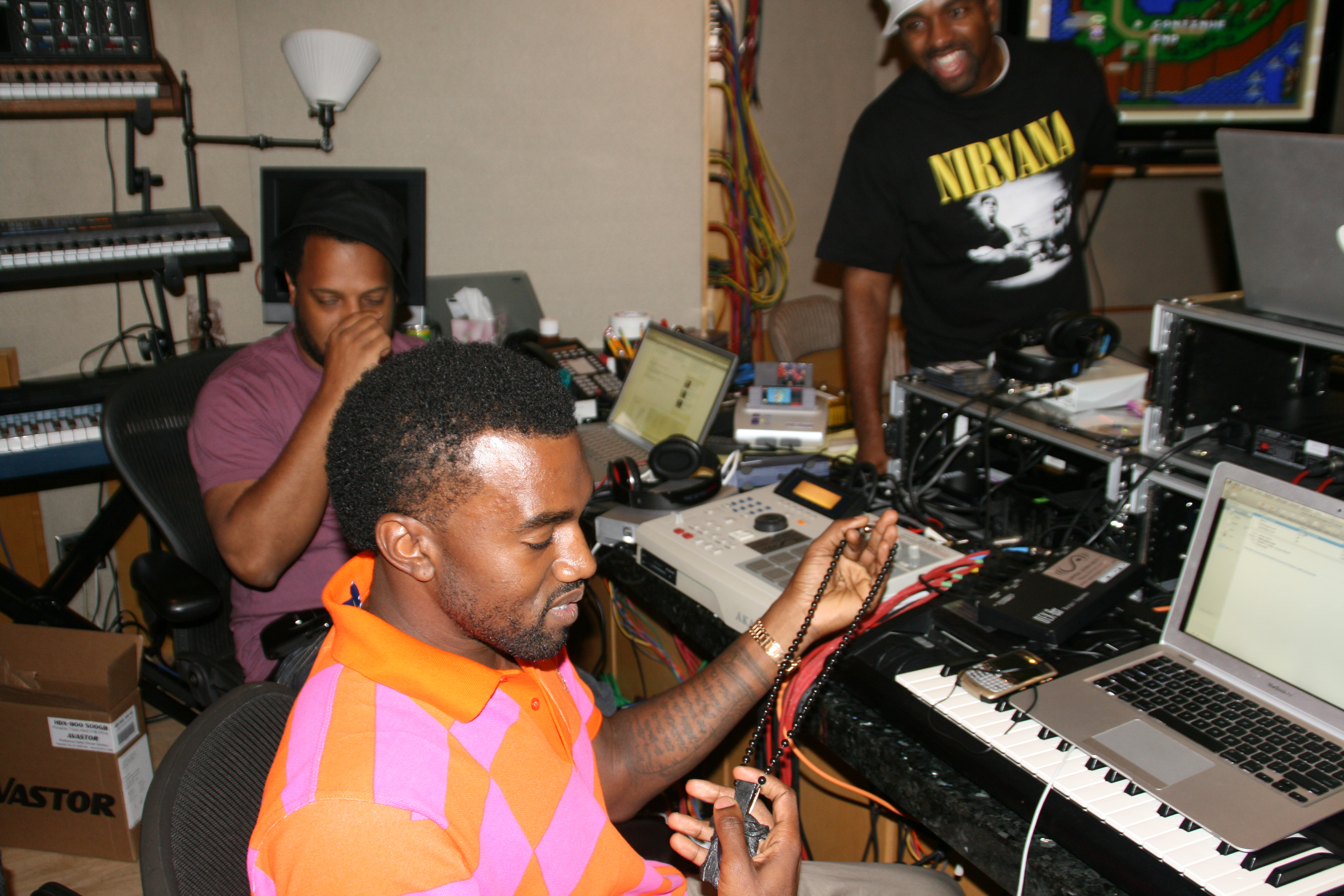
West (középen) a stúdióban korábbi mentorával, No I.D.-val (balra) 2008-ban

Az albumot három hét alatt vették föl 2008 szeptemberében és októberében a burbanki Glenwood Studiosban és a honolului Avex Recording Studiosban. Az „808” a címben utalás a Roland TR-808 dobgépre, amely az egyik legtöbbet használt hangszer volt az albumon. Inspirálva az 1980-as évek szintipop és elektropop előadói által, mint Phil Collins, Gary Numan, TJ Swan és Boy George, West úgy érezte, hogy a hangszer alkalmas volt érzések kifejezésére. West szerint az album hangzása bemutatja a lelkiállapotát ebben az időszakban. A rapper ezek mellett azt nyilatkozta, hogy az, hogy Hawaii körzetszáma 808, teljesen véletlen volt, mivel már tudta, hogy mi lesz az album címe, mire ezt a tudomására hozták volna, viszont ez csak megerősítette abban, hogy be kell fejeznie ezt a lemezt. Mike Dean producer szerint West az album zenei oldalát tekintve szembe akart állni a hagyományos hiphopalapokkal, inkább a törzsi dobok hangjára koncentrálva.

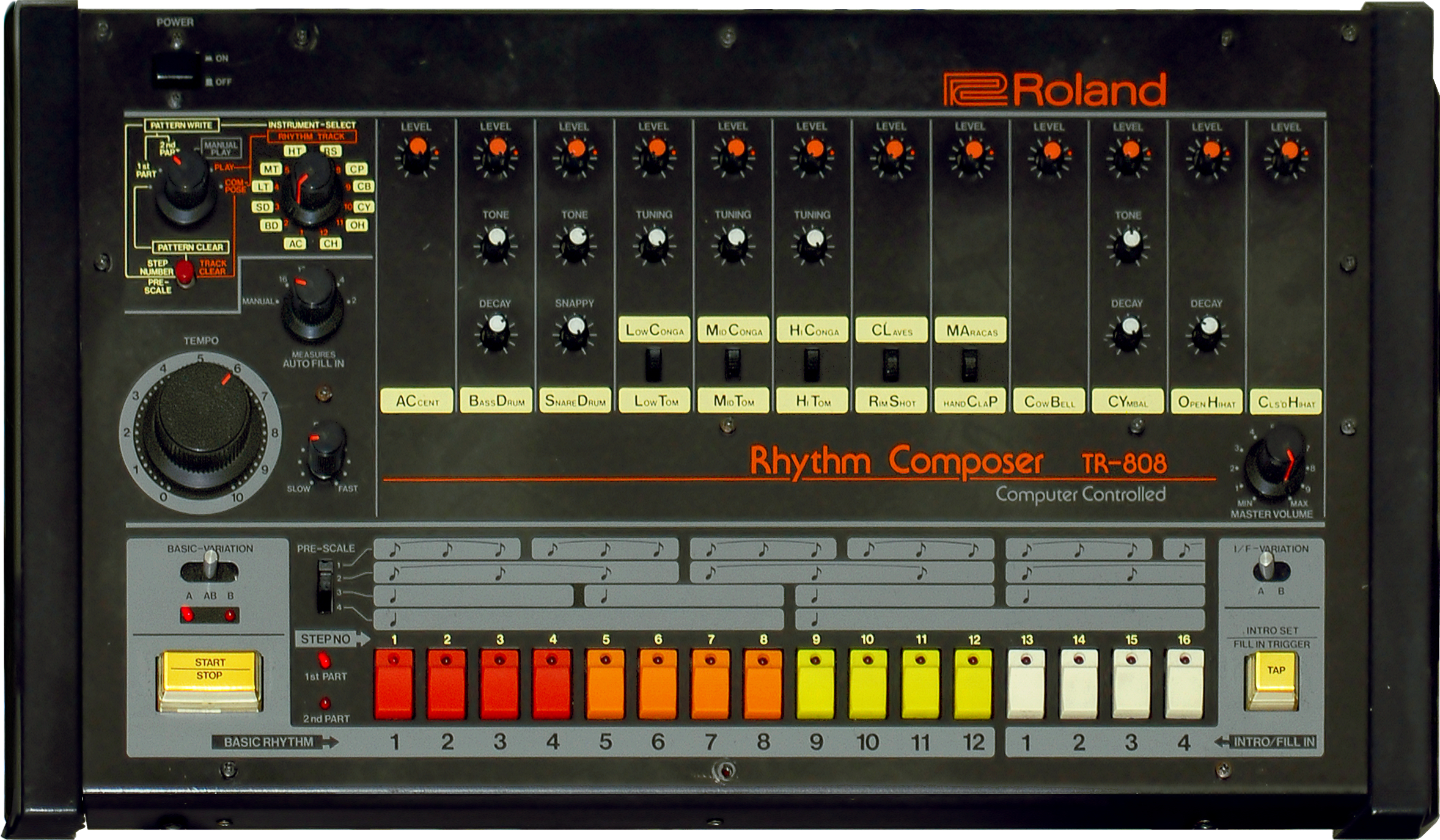
A Roland TR-808, amely az album egyik fő hangszere volt

West az album hangzásának érdemét részben Kid Cudinak adja, akit nem sokkal az album készítése előtt szerződtetett le GOOD Music kiadójához. West a rapper nagy rajongója lett, főleg a Day ’n’ Nite kislemezének megjelenését követően, miután megkapta a zenész A Kid Named Cudi című mixtape-jét. West meglepte Cudit azzal, hogy elhívta Hawaiira, hogy dolgozzon vele az albumon. Együtt végezték a munkálatokat, míg olyan filmek, mint a Harmadik típusú találkozások játszódtak lenémítva a háttérben. Végül négy dalt írt Cudi az albumon, amelyek közül az első a Heartless refrénje volt. West a következőt mondta róla a Rolling Stone-nak: „Ahogy ír, az tiszta, természetes és fontos. Ez fontosabb, mint a slágerlisták.” No I.D., aki producer volt az albumon, és West korábbi mentora, elmondta, hogy az album néhány dala eredetileg Jay-Z The Blueprint 3 (2009) lemezére íródott: „Mikor a Heartlessen dolgoztunk, megállt, és mondta, hogy »Nem«, én meg így »Mi nem?«, »Szó sem lehet róla! Ez az én felvételem« [...] én meg így ott álltam, hogy »Befejezhetjük a srác albumát?«, ő meg erre azt válaszolta, hogy »Nem. Készítek egy albumot.«”
West énekhangján az Auto-Tune programot használták, hogy kialakítsák az album hangzását. Már használta korábban a programot 2004-es The College Dropout debütáló albumán, a Jesus Walks és a Never Let Me Down dalokon, de 2008-ig nem vette igénybe újra. „Lil Wayne Lollipop remixein és Young Jeezy Put Onján dolgoztunk, és teljesen szerelmes lett az Auto-Tune-ba”, mondta Mike Dean producer. A munkálatok vége felé West T-Paint kérte fel, hogy segítsen megtanítani őt a program használatára. West elmondta, hogy imádta használni az Auto-Tune-t, és hogy a legszórakoztatóbb része volt a munkálatoknak. Ahhoz hasonlította a program használatát és az Auto-Tune-ról létező közvéleményt, mint amikor gyerekként szerette a pink színt addig, amíg valaki azt nem mondta neki, hogy csak a melegek viselnek rózsaszínt, kiemelve, hogy a társadalom milyen könnyen el tudja venni az ember önértékelését és magabiztosságát. Később elmondta, hogy nagyon szerette a programmal kialakított hangzást, és szembe akarta állítani a japándobok és a kórusokban éneklő szerzetesek hangzásával.
Young Jeezy közreműködött az Amazing dalon, míg a See You in My Nightmares egy duett Lil Wayne-nel. Esthero kanadai énekes és dalszerző több különböző dalon is közreműködött énekhangjával, és három dalt szerzett Westtel együtt.

## Zene és dalszöveg
Az 808s & Heartbreak eltávolodik West korábbi hiphopalbumaitól. A The Independent szerint West elhagyta hiphophangzását a dobgépeken alapuló elektropop kedvéért. Scott Plagenhoef (Pitchfork) az albumot „önelemező, minimalista elektropop” lemezként kategorizálta, míg Kirk Walker Graves (33⅓) szerint avantgárd elektropop. Brian Hiatt (Rolling Stone) véleménye szerint pedig egy „kedvetlen kerülőút a depresszív elektropopba”, míg a magazin egy másik szerzője „önelemző szintipop album”-nak nevezte. Arsh Bains (36 Chapters) szerint az elektropop és a szintipop műfajai csak egyikei voltak azoknak, amelyekbe az albumot kategorizálhatták volna. Andrew Sacher (BrooklynVegan) pedig azt írta, hogy közelebb állt egy experimentális R&B albumhoz, mint egy rapalbumhoz, míg Alex Garofalo (International Business Times) is a korábbiként írta le stílusát.
A 808s & Heartbreak zenéjében fontos szerepe van az elektronikus elemeknek, a virtuális szintézisnek, a Roland TR-808 dobgépnek (amelyről az album nevét is kapta) és az autotune-olt vokáloknak. Az albumon sokat használják az úgynevezett „step input sequencing” folyamatot, amelyben egy előre megadott számú hangjegyre (azaz stepre) osztják a dalt. Minden egyes stephez hozzá lehet adni egy hangjegyet vagy más értéket, amelyet az előadó akar. Ezt a doboknál és a szintetizátorokon található basszusoknál használták ki. Ez a folyamat az 1980-as évek analóg eszközeinek köszönhető, amelyek 16 hangjegyre voltak korlátozva, és nagyon népszerűek voltak az időszakban. Az albumon végzett produceri munka nagyon merev és egyszerű, ahogy azt a tömör dobok, hosszan elhúzódó vonósok, búgó szintetizátorok és sötét, komor zongorajáték is mutatja. Andy Kellman (AllMusic) szerint „több dal is ugyanannyira cáfolhatatlanul egyezik a zord post-punk albumokkal, mint a New Order Movement és a The Cure Pornography lemeze, mint a kortárs rappel és R&B-vel.” Ezen zenei elemek segítenek kialakítani egy lemondó, kétségbeesett, levert hangulatot, amelyek követik az album témáját. Nathan Rabin (The A.V. Club) az album zenéjét úgy írta le, hogy „bemutatja a különbséget T-Pain autotune R&B-je és a 80-as évek legmagányosabb, fagyos, elektronikus, atmoszférikus új hullámos zenéje között.” Trist McCall (NJ.com) szerint pedig a lemez „leépítette a modern artpopot egészen az ikonikus gyökereihez – zenei alapok, karizmatikus személyiségek, kézzel válogatott melódiák és számítógép segítette vokálok.”
West éneklését laposnak, szinte nem melodikusként karakterizálták, amely „kiemeli a saját kiborgszerű közönyét.” Andre Grant (HipHopDX) azt írta, hogy „ahhoz, hogy megküzdjön ezzel a metsző melankóliával, kiöntötte érzelmeit egy autotune R&B-albumba”, amely megosztotta a hiphopot. Stephen Marche kanadai szerző szerint West „az autotune felületes zenei trükkjeit használta, egy programot, amelyet az egyéniség megölésére találtak ki, és készített vele egy kísértetiesen személyes albumot.”
West szövegeinek nagy része egy múltbeli szeretőnek szól. Robert Christgau szerint az 808s & Heartbreak egy „rövid, szomorú és önző... szakító album,” míg Plagenhoef úgy találta, hogy „telve van fájdalommal, megbánással, és még egy tipikus Kanye West-albumnál is több önelemzés van benne.” A Heartlessen West arra, ahogy volt szeretője bánt vele, a „leghidegebb ismert történet”-ként (szövegben: the coldest story ever told) hivatkozik, míg a RoboCopon egy „elkényeztetett L. A.-lány”-ként (spoiled little L.A. girl), az 1990-as Tortúra film gonoszához hasonlóan. A Paranoidon Westet a szerető, aki „nem a megfelelő dolgok miatt aggódik” (worries about the wrong things) eltolja magától bizalmatlan gondolkodásával. Az önelemző Love Lockdownon West egy sikertelen romantikus kapcsolat utáni időszakot írja le.
Más témák mellett a Welcome to Heartbreaken az egzisztenciális válságot is kielemzi West, amelyben karaktere érzelemmentesen elmondja, ahogy egy repülőn ült egy mögötte ülő nevető családdal. A dal panaszkodik a múltban meghozott döntéseiről és azoknak áráról, illetve a népszerűségben és a luxusban élt életében megjelenő ürességről. A Coldest Winteren elhunyt anyjáról ír. A dalban feldolgozta a Tears for Fears Memories Fade (1983) című dalát. Christgau szerint a záró Pinocchio Story az „egyetlen dal arról, hogy valójában mi is húzza le Westet: nem barátnőjének elvesztése, hanem anyjának halála, amely egy plasztikai műtét miatt történt, amelyet nem túl mélyen West biztosan saját népszerűségéhez köt”.

## Albumborító
Az 808s & Heartbreak album borítója követi annak minimalista stílusát: egy szív alakú, leeresztett léggömb szerepel rajta. A borítót Kristen Yiengst fényképezte, és Virgil Abloh, illetve Willo Perron tervezte, míg a deluxe kiadás borítóját Kaws készítette. Az album borítói között találhatók képek Westről, amelyeket Willy Vanderperre fényképezett, illetve képek a rapperről és anyjáról, amelyet Danny Clinch készített. 2013-ban a Complex az előző öt év legjobb albumborítójának nevezte.

## Marketing

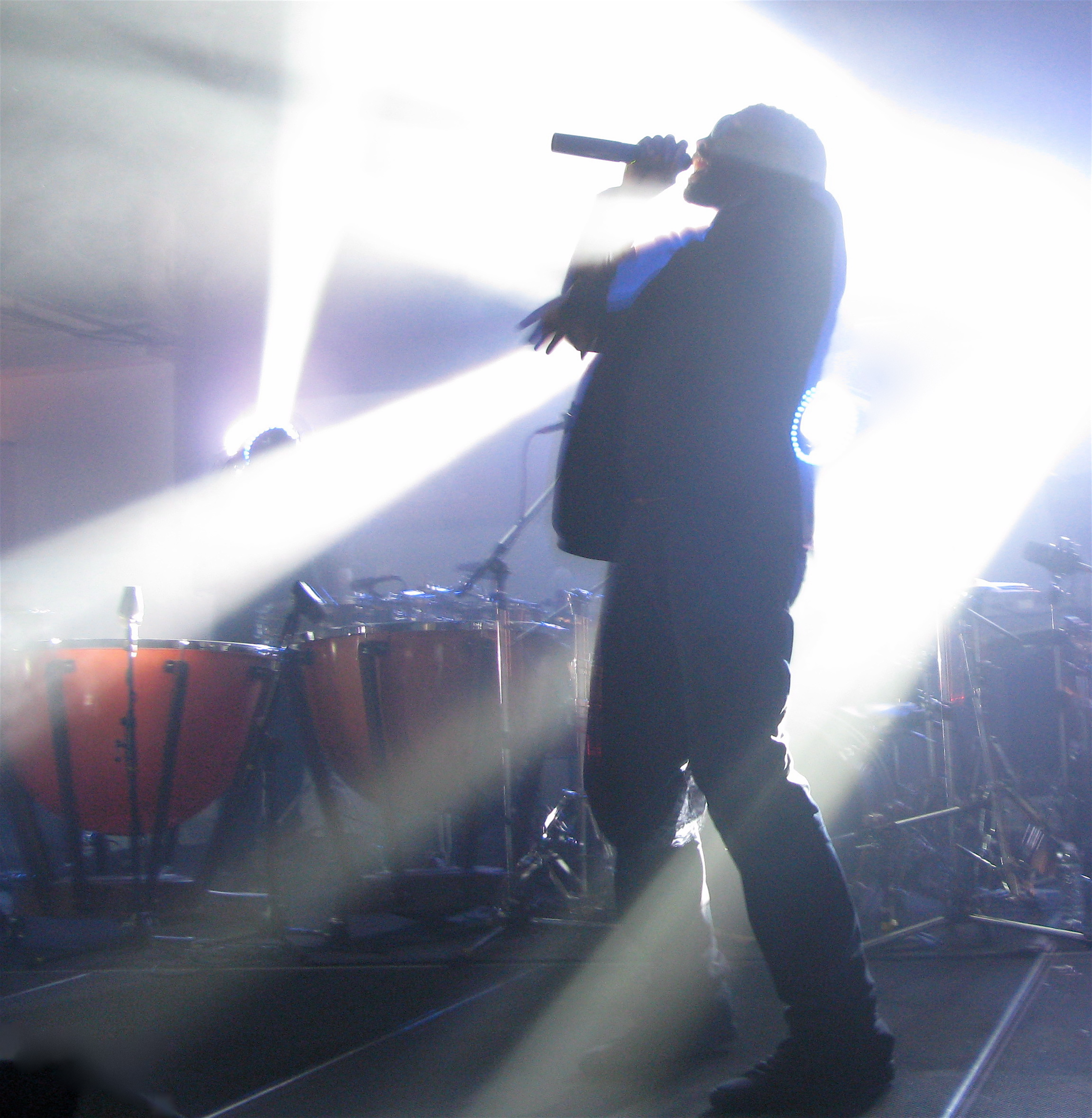
West a 2008-as Demokrata Nemzeti Gyűlésen az album megjelenése előtt

2008 augusztusában West fellépett a Demokrata Nemzeti Gyűlésen, ahol bemutatta a Love Lockdownt Dave Sirulnicknak, az MTV egyik producerének. Ez vezetett ahhoz, hogy West bemutatta a dalt a 2008-as MTV Video Music Awards díjátadón szeptember 7-én, 20 japándobossal. Sötétlila színpadon, szürke öltönyben volt látható egy félbetört szívet ábrázoló kitűzővel, amely West 808s & Heartbreak-albumérájának kezdetét jelezte Charles Holmes (Rolling Stone) szerint: „A hangja ingadozott, színpadi önbizalma tisztán láthatóan törékeny volt, de az 808s-korszak ennek ellenére megkezdődött.”
2008. szeptember 24-én West bejelentette, hogy befejezte az albumot, és valamikor novemberben fogja megjelentetni. Blogján azt írta, hogy „Megváltoztattam az albumomat november valahányadikára, mert befejeztem az albumot, és úgy éreztem... Azt akarom, hogy olyan hamar halljátok, amennyire hamar csak lehet.” West később azt nyilatkozta, hogy november 25-én fog megjelenni. Ennek ellenére az Island Def Jam, a terjesztési partner egy nappal korábbra hozta a megjelenést, hogy kihasználják a hálaadás hétvégéjét. Az album speciális kiadása december 16-án jelent meg, CD és LP formátumban, egy Kaws által újragondolt albumborítóval.

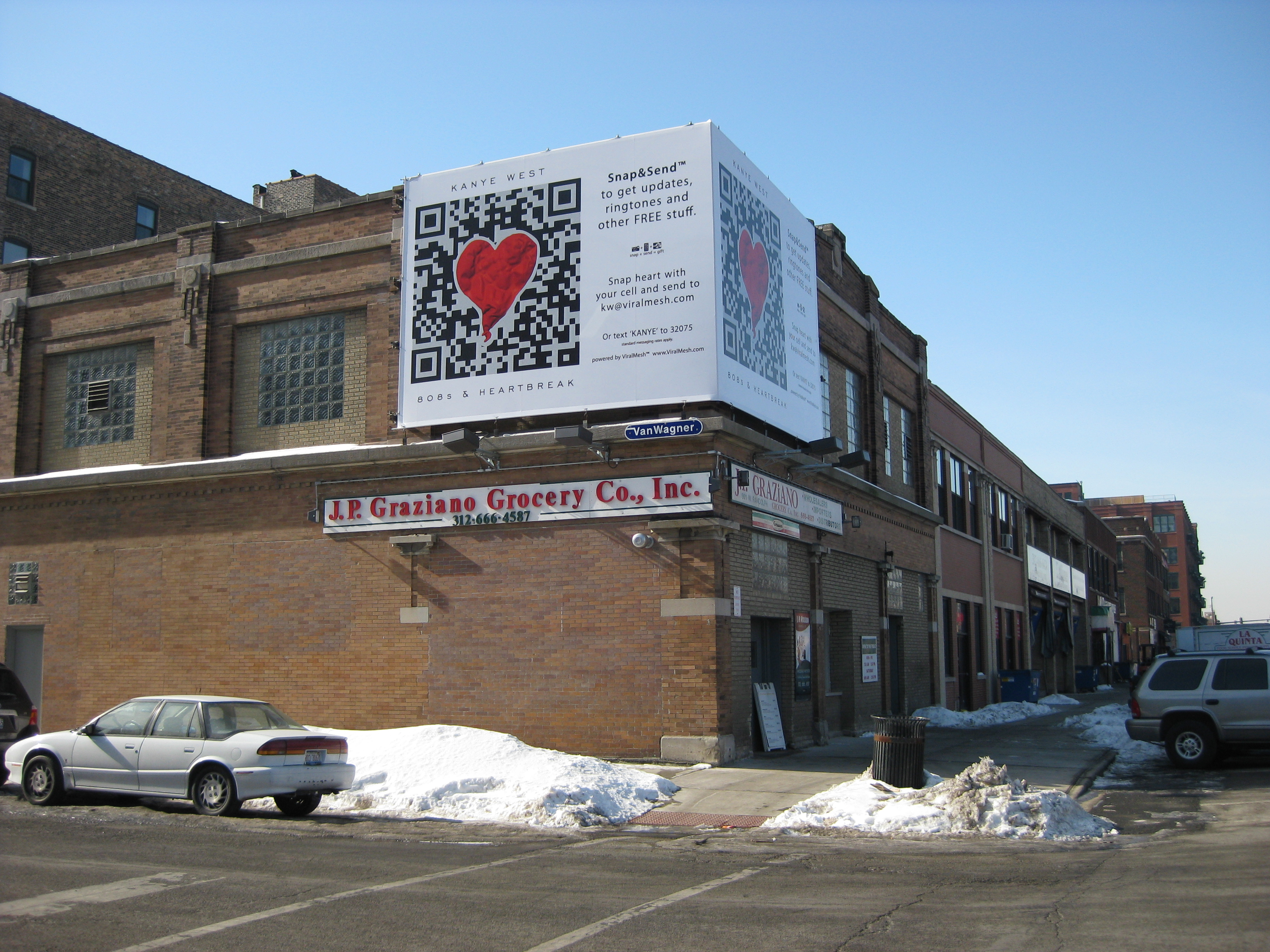
Az albumot népszerűsítő hirdetőtábla Chicagóban

2008. október 16-án West bemutatta a Coldest Winter egy részletét a Power 106 rádióállomás műsorában, Los Angelesben. A dal feldolgozza a Tears for Fears Memories Fade című dalát. A Paranoid nem sokkal később kiszivárgott online, amelyen közreműködik Mr Hudson. A dal egy remixelt változatán szerepelt volna Rihanna, de ez végül nem valósult meg. A megjelenés előtt kiadták ezek mellett az Amazinget Young Jeezyvel, a See You in My Nightmarest Lil Wayne-nel, a Street Lightsot, a Welcome to Heartbreaket és a Bad Newst. A Pinocchio Story rejtett dal egy freestyle, amelyet élőben vettek fel Szingapúrban. Beyoncé kérésére szerepelt az albumon.
2008. október 14-én West közreműködött az olasz Vanessa Beecroft művésszel egy albumbemutató eseményen az Ace Galleryben. Több mint 700 vendéget hívtak meg, hogy meghallgassák a teljes 808s & Heartbreaket. Beecroft vezetésével az eseményen negyven meztelen nő állt szó nélkül a szoba közepén, csak maszkokat viselve. A teljes albumot lejátszották, magyarázat vagy bemutatkozás nélkül. A nőket kivilágították különböző színű fényekkel, amelyek a zenével együtt változtak. Mikor West beszélt, elmondta, hogy nagy rajongója volt Beecroft munkájának és erőteljes képeinek, kiemelve, hogy kedvelte a meztelenség ötletét, mert „a társadalom mondta meg nekünk egy ponton, hogy el kell kezdenünk ruhát hordani.” Beecroftot egy hónappal az esemény előtt hívták meg, és a művet egy hét alatt hozta létre. Beecroft elmondta, hogy ugyan West meglepte, meghallgatta az albumot, és úgy érezte, a saját életében is releváns dolgokat hallott. A résztvevők között volt Mos Def, will.i.am és Rick Ross. Öt nappal később kiadtak Willy Vanderperre által készített fotókat az album népszerűsítésére. A képeken West látható szürke öltönyben, szívalakú kitűzővel.
2009 októberében West koncertezett volna a Fame Kills: Starring Kanye West and Lady Gaga turné keretei között a 808s & Heartbreak és Lady Gaga The Fame Monster albumának népszerűsítésért, amelyet 2009. október 1-én lemondtak bármilyen magyarázat nélkül. Az albumról West több dalt is előadott a VH1 Storytellers felvétele alatt, mint a Heartlesst, az Amazinget és a Say You Willt.

### Hollywood Bowl koncertek
2015. szeptember 25-én és 26-án West előadta az album egy újradolgozott verzióját a Los Angeles-i Hollywood Bowlban. A fellépésen több előadó is szerepelt, mint a Roomful of Teeth, több mint 60 táncos, Lil Wayne, Kid Cudi és Young Jeezy, illetve Zoë Kravitz. 2015. október 20-án West kiadta SoundCloudon a Say You Will stúdióverzióját Caroline Shaw amerikai hegedűművész közreműködésével.

## Reakciók
Megjelenése előtt a reakciók az 808s & Heartbreakre kevertek volna, a várakozástól kezdve közömbösségig mindent lehetett hallani az album koncepciójával kapcsolatban. A Love Lockdown bemutatását követően a zenei hallgatókat meglepte a szokatlan produceri munka és az autotune felhasználása. A negatív reakciók egyre gyakoribbak voltak, mikor West elmondta, hogy az egész albumot az autotune használatával fogja elénekelni rappelés helyett, és szívfájdalomra, illetve szerelemre fog koncentrálni.
Több hiphop rajongó és rapper is gúnyt űzött Westből, míg sokan egy félredobható albumnak tekintették már a megjelenése előtt. Hasonlították Common Electric Circus albumához. Mikor az MTV interjút készített Commonnal és megkérdezték az album művészi irányáról, a rapper kifejezte támogatását és megértését West terveivel kapcsolatban: „Imádom. Elmondom neked, művészként szabad akarsz lenni. Azt fogom csinálni, amit jónak érzek. Nem lehet, hogy csak a hallgatóknak felelsz meg. Ki kell mondanod, hogy ’Helló, jelenleg itt vagyok.’ Hogy ő készítsen egy albumot 808s and Heartbreak címmel, tudod, hogy jelenleg hol van az életében. Hallottam néhány dalt és szerintem nagyon jó. Szerintem az emberek készen állnak rá.”
Westet támogatta Lil Wayne és Young Jeezy is, akik mindketten közreműködtek a lemezen. Wayne azt mondta, hogy „mindenki a saját dolgát teszi, de nem izgalmasak. Mindenki ugyanazt csinálja. Ez borzasztó. Szeretem a zenét, ami most jelenleg létezik? Szeretem, szenvedélyesen. Motivál engem? Kicsit sem. Azért, mert az 808s & Heartbreak még nem jelent meg.” A szupersztárok elfogadásának és az első két kislemez rekordszereplésének ellenére, a hiphoprajongók továbbra is közönyösek voltak a projekttel kapcsolatban, azt jósolva, hogy sikertelen lesz. West erre válaszolva azt nyilatkozta, hogy nem érdekelték az eladási számok vagy az, hogy jó értékeléseket kapjon, hanem sokkal inkább az számított neki, hogy a szívéből jött a lemez. Mikor megkérdezték a hiphop jelenlegi állapotáról, azt nyilatkozta, hogy az régen arról szólt, hogy vakmerő az ember és, hogy kiemelkedik, míg jelenleg arról szól, hogy félnek beilleszkedni. Michael Jackson rajongója volt az albumnak, a lánya azt nyilatkozta, hogy folyton játszotta neki. 2015 októberében West azt nyilatkozta, hogy ugyan sokan a My Beautiful Dark Twisted Fantasy albumát tartják legjobbjának, az 808s & Heartbreak és a Yeezus szerinte „sokkal erősebb.”

### Eladások
Megjelenését követő első hetében az 808s & Heartbreak elérte a Billboard 200 albumlista első helyét, 450 ezer eladott példánnyal, amely jóval alulteljesítette a Graduation albumot, a nemzeti ünnep által adott extra szabadnap ellenére. A következő héten az album egészen a negyedik helyig esett vissza és 142 ezer példány kelt el belőle. 2008 utolsó hetében az 808s & Heartbreakből eladtak még 165 ezer példányt, amelynek köszönhetően a 11. helyről az ötödikig emelkedett. Az év végére több, mint egy milliót adtak el belőle, amelyből 183 ezer digitális eladás volt. 2009 első hetében ismét felfele mozgott a lemez, miután elkelt belőle 70 ezer példány és harmadik lett. 2009. január 27-én kapott platina minősítést az Amerikai Hanglemezgyártók Szövetségétől (RIAA). 2020 novemberére több, mint 3 millió példány kelt el az albumból.
Az 808s & Heartbreak Kanadában negyedik lett a slágerlistákon, ahol a Music Canada platina minősítését 2009 júliusában érdemelte ki, 80 ezer eladott példányért. Nagy-Britanniában, a Brit albumlistán tizenegyedik lett és 29 hétig maradt a slágerlistán. 400 ezer elkelt albumért 2017-ben kapott platina minősítést a Brit Hanglemezgyártók Szövetségétől (BPI). 2008-ban az Ír Hanglemezgyártók Szövetsége (IRMA) is platina minősítést adott neki. Az ARIA slágerlistákon 12. helyig jutott, amellyel West második legrosszabban teljesítő albuma lett Ausztráliában. Itt arany minősítést kapott.
Ugyan nem volt általánosan pozitív a reakció az albumra, a kislemezek sikeresek voltak. A Love Lockdown harmadik helyen debütált a Billboard Hot 100-on. West karrierjének legmagasabb debütálása, a második legjobb az évben és a tizedik az évszázadban, ami az első három helyen debütált. Csak az iTunes Store platformon elkelt belőle 1,3 millió példány, az év végére platina kislemez lett a RIAA szerint. 2010-re triplaplatina lett, 3 millió eladott példányért. A Time magazin az év dalának választotta. A második kislemez, a Heartless hasonlóan sikeres lett és West sorozatban második Hot Shot Debut dala volt, mikor negyedik helyen debütált a slágerlistán. Duplaplatina minősítést szerzett az Egyesült Államokban. Több dal is sikeres volt slágerlistákon, annak ellenére, hogy nem jelentek meg kislemezként. A See You in My Nightmares szintén Hot Shot Debut volt, 21. helyen debütálva az Egyesült Államokban és 22. helyen Kanadában. Az Amazing 81. helyig jutott a Hot 100-on, míg a Welcome to Heartbreak 87. volt a US Pop 100-on. Az 808s & Heartbreaknek és a kislemezeinek köszönhetően West a 2009-es év végi Billboard 200 és Hot 100 listák első helyezettjeként zárt.

## Kritikák
Az 808s & Heartbreaket általánosan méltatták a zenekritikusok. A Metacritic, amely 100 pontból ad egy értékelést az albumoknak, 75-öt adott a lemeznek, 36 kritika alapján. Az AnyDecentMusic? pedig 7,3-at adott neki 10-ből, kritikák alapján.
2008 novemberében Chris Richards (The Washington Post) azt írta a lemezről, hogy „az információs korszak mesterműve”, míg Steve Jones (USA Today) szerint „West ügyesen használja az 808 dobgépet és az autotune hangeffekteket, hogy átadja fájdalmát, dühét és kétségeit, jól megírt dalszövegein keresztül.” Dan Cairns (The Sunday Times) azt állítja, hogy „ennek nem kéne működnie... Mégis az 808s & Heartbreak egy siker, vakmerően eltávolodva a kereskedelmileg megírt forgatókönyvtől és túlhaladva West zenei komfortzónáján.” Jody Rosen (Rolling Stone) megjegyezte, hogy West kiemelkedően használja a Roland TR-808 dobgépet és, hogy „ez lenne Kanye Here, My Dearje vagy Blood on the Trackse, egy gyászos dalsorozat, amely erőszakosan mozog az önsajnálat és az önutálat között.” Greg Kot (Chicago Tribune) West legradikálisabb projektjének nevezte és azt mondta, hogy ugyan West rajongói lehet nem lesznek megelégedve vele, „ez az övé. Azt még meglátjuk, hogy vissza fog-e térni ahhoz, hogy másoknak készítsen albumokat. Jelenleg, ez egy bámulatosan perverz kerülőút.” Dave Heatonnek (PopMatters) tetszett West dal és albumstruktúrája és az, ahogy „meg tud mutatni egy bizonyos érzést szokatlan, felidéző, gondosan létrehozott zenével, ami egyszerre egyszerű és komplex, meleg és hideg, gépis és emberi, melodikus és nyers.” Robert Christgau véleménye szerint „zseniális” egy sajátos „sötét hangzással”, annak ellenére, hogy a második fele kevésbé jó. Méltatta az autotune használatát a lemezen, amellyel úgy érezze „aláássa saját fontosságát és ad az amúgy magányos hírnév történeteihez egy fizikailag érinthető valóságot, amely egyébként nem több egy önsajnálatnál.”
Mások sokkal kritikusabbak voltak. Jim DeRogatis (Chicago Sun-Times) véleménye szerint „ha West megszakította volna a sokkal gépiesebb dalokat olyanokkal, amelyek ezeknek a legnagyobb ellentétei lettek volna—mint zongoraátvezetések régebbi közreműködőitől, mint John Legend vagy Jon Brion—lehet egy mesterművet készített volna. Ehelyett nekünk adta egy nagyon érdekes, elszórtan megragadó, tagadhatatlanul vakmerő és összességében váratlan darabját zavaros lelkének.” Andy Gill (The Independent) szerint West elmerülése személyes kínjában kényelmetlen és a „stilisztikai metaforák gyorsan irritálóak lesznek.” Andy Kellman (AllMusic) pedig úgy érezte, hogy „dicséretes vakmerőségének ellenére, az album egy közömbös, homályos vánszorgás West permafrosztja mellett.” Charles Aaron (Spin) kritizálta a dalok zenei struktúráját, az album szerinte pedig egy „hosszú felvonulás, amely elkezdődik és újrakezdődik, de soha nem éri el a ceremóniát.” West éneklését kiemelte Wilson McBee (Slant Magazine) és Jon Caramanica (The New York Times), akik szerint ez volt a „gyengesége, amiért végül emlékezni fognak az albumra, néhány jó dal ellenére.” Caramanica hozzátette, hogy „legjobb formájában egy jó album nyers vázlata, ötletekkel, amelyeket általában komplexitással egészített volna ki, itt mindössze egy-két szóra, néhány szintetizátor hangra és egy vékony dobra szűkítve. Legrosszabb formájában ügyetlen és alultáplált, egy emlékeztető, hogy minden ékességnek volt egy feladata.”

### Ranglisták
| Magazin           | Lista típusa          | Helyezés | For.   |
| ----------------- | --------------------- | -------- | ------ |
| The Village Voice | Éves lista            | 10.      | [ 94 ] |
| Associated Press  | Éves lista            | 4.       | [ 94 ] |
| Gigwise           | Éves lista            | 5.       | [ 94 ] |
| Pitchfork         | Éves lista            | 21.      | [ 94 ] |
| Slant Magazine    | Éves lista            | 24.      | [ 94 ] |
| Sputnikmusik      | Éves lista            | 48.      | [ 94 ] |
| The Observer      | Éves lista            | 8.       | [ 94 ] |
| Beats Per Minute  | 2008–2013             | 32.      | [ 94 ] |
| Complex           | 2002–2012             | 38.      | [ 94 ] |
| OneThirtyBPM      | Évtized végi lista    | 94.      | [ 94 ] |
| Pop Matters       | Évtized végi lista    | 42.      | [ 94 ] |
| Popdose           | Évtized végi lista    | 94.      | [ 94 ] |
| Rolling Stone     | Úttörő albumok (2014) | 1.       | [ 94 ] |
| Rolling Stone     | Évtized végi lista    | 63.      | [ 94 ] |
| Slant             | Évtized végi lista    | 124.     | [ 94 ] |
| XXL               | 1974–2014             | N/A      | [ 94 ] |
| Q                 | Évtized végi lista    | 81.      | [ 94 ] |

## Hagyatéka

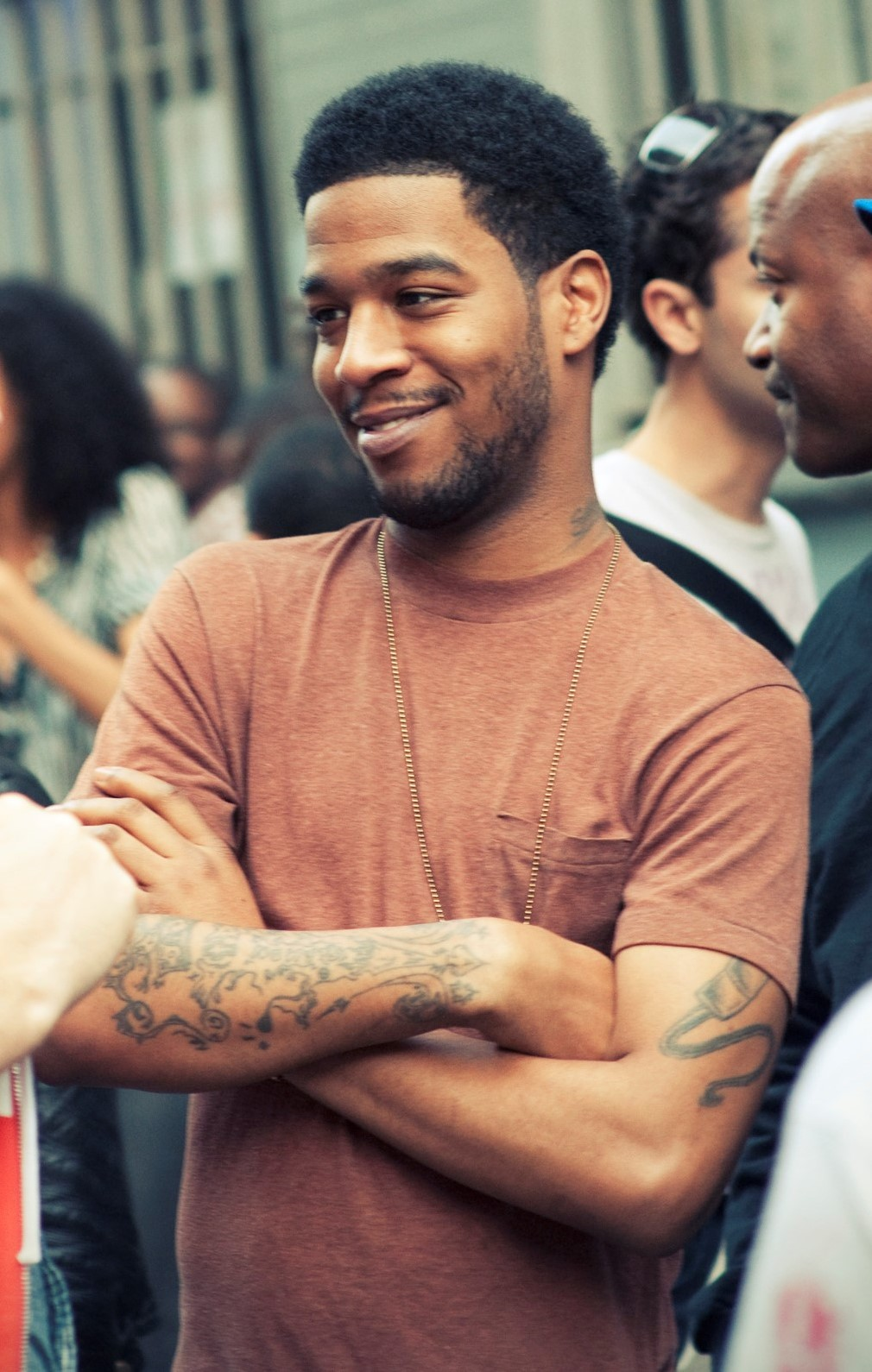
Kid Cudi 2010-ben. A zenész, aki részt vett az album elkészítésében, karrierje nagy részében személyes témákról írt

Annak ellenére, hogy West az 808s & Heartbreaket melankolikus popalbumként készítette, nagy befolyása volt a hiphop műfajára is. Eredetileg kritizálták döntését, hogy énekelt az albumon szerelemről, egyedüllétről, de sikereinek köszönhetően sok hiphop előadó elkezdett hasonló témákban dolgozni és nagyobb kreatív kockázatokat vettek. A The Blueprint 3 marketingjének idején Jay-Z azt mondta, hogy következő albumán kísérletezni fog „Nem lesz egy első helyezett album. [...] A legkísérletezőbb albumot akarom elkészíteni, amit eddig csináltam”. Azt mondta, hogy elégedetlen volt a kortárs hiphoppal és inspirálták olyan indie rock előadók, mint Grizzly Bear. Az album alapot fektetett olyan előadóknak, mint B.o.B, Kid Cudi, Childish Gambino, Frank Ocean és Drake.

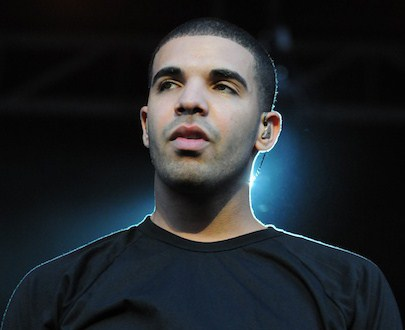
Drake (2010) egyike volt azon rappereknek, akikre közvetlenül befolyással volt az album

2011-ben Jake Paine (HipHopDX) a korunk Chronicjának nevezte és megjegyezte, hogy West hatása a hiphopon az 808s & Heartbreakkel, mint hangzás nem különbözött Dr. Dre 1990-es évek elején megjelent albumától. Matthew Trammell (Rolling Stone) pedig azt írta 2012-ben, hogy korát megelőzte a lemez és Kanye legzseniálisabb munkája volt. Todd Martens (Los Angeles Times) elmondása szerint „a sablon [...] Drake fiatal karrierjének egészéhez.” 2009-ben Drake azt mondta, hogy West „a legbefolyásosabb ember” hangzásának kialakításában. A rapper debütáló albumát, a Thank Me Latert az 808s & Heartbreakhez hasonlították.
Az 808s & Heartbreak alkotója és felemelője volt az emo rap alműfajnak. „megjósolt mindent Kid Cudi Man on the Moon: The End of Dayének (2009) önelemző hiphopjától Bon Iver mechanikus alapjaiig.” Többek között Lil Uzi Vert is elmondta, hogy az album „megváltoztatta az életem.”
2014-ben helyet kapott a Rolling Stone Minden idők 40 legúttörőbb albuma listáján. 2018-ban, az album tizedik évfordulóján Bobby Olivier (The Boombox) megírta, hogy befolyása a mai napig látható olyan előadók munkájában, mint Post Malone és Travis Scott, illetve az Egyesült Államokban általánosságban, annak ellenére, hogy még mindig West egyik legkevésbé értékelt lemeze.

## Díjak és jelölések
Kritikai sikerének ellenére az Amerikai Hanglemez-akadémia figyelmen kívül hagyta az 52. Grammy-gálán. A Vibe magazin főszerkesztője, Jermaine Hall szerint erre a fő indok West 2009-es botránya volt az MTV Video Music Awards díjátadón, de a stílusváltása is a jelentősebb okok között lehetett. Egy jelölést nyert el szólóelőadóként a díjátadón, az Amazingért, illetve öt továbbit közreműködéseiért. Ezek mellett a következő díjakra jelölték még a lemezt:
| Év   | Díjátadó                    | Kategória                            | Eredmény | For.    |
| ---- | --------------------------- | ------------------------------------ | -------- | ------- |
| 2009 | BET Hip Hop Awards          | Az év CD-je                          | Jelölve  | [ 114 ] |
| 2009 | Fonogram – Magyar Zenei Díj | Az év külföldi dance vagy pop albuma | Jelölve  | [ 115 ] |
| 2009 | MOBO Awards                 | Legjobb Album                        | Jelölve  | [ 116 ] |
| 2009 | NAACP Image Awards          | Kiemelkedő album                     | Jelölve  | [ 117 ] |
| 2009 | Soul Train Music Awards     | Az év albuma                         | Jelölve  | [ 118 ] |
| 2009 | Swiss Music Awards          | Legjobb nemzetközi urban album       | Jelölve  | [ 119 ] |
| 2009 | Teen Choice Awards          | Choice Music: Album – Férfi          | Jelölve  | [ 120 ] |
| 2009 | Urban Music Awards USA      | Legjobb Album                        | Elnyerte | [ 121 ] |

## Számlista
| 808s & Heartbreak | 808s & Heartbreak                                                      | 808s & Heartbreak                                                                              | 808s & Heartbreak      | 808s & Heartbreak | 808s & Heartbreak | 808s & Heartbreak | 808s & Heartbreak | 808s & Heartbreak | 808s & Heartbreak |
|                   | Cím                                                                    | Szerző(k)                                                                                      | Producer(ek)           | Hossz             |                   |                   |                   |                   |                   |
| ----------------- | ---------------------------------------------------------------------- | ---------------------------------------------------------------------------------------------- | ---------------------- | ----------------- | ----------------- | ----------------- | ----------------- | ----------------- | ----------------- |
| 1.                | Say You Will                                                           | Kanye West Jeff Bhasker Jay Jenkins Malik Jones Benjamin McIldowie Dexter Mills                | Kanye West             | 6:17              |                   |                   |                   |                   |                   |
| 2.                | Welcome to Heartbreak (Kid Cudi közreműködésével)                      | West Bhasker Patrick Reynolds Scott Mescudi                                                    | West Bhasker Plain Pat | 4:23              |                   |                   |                   |                   |                   |
| 3.                | Heartless                                                              | West Ernest Wilson Mescudi Jones                                                               | West No I.D.           | 3:31              |                   |                   |                   |                   |                   |
| 4.                | Amazing (Young Jeezy közreműködésével)                                 | West Jones Mills Bhasker Jenkins                                                               | West Bhasker           | 3:58              |                   |                   |                   |                   |                   |
| 5.                | Love Lockdown                                                          | West Bhasker Jenny-Bea Englishman Jones LaNeah Menzies                                         | West Bhasker           | 4:30              |                   |                   |                   |                   |                   |
| 6.                | Paranoid (Mr Hudson közreműködésével)                                  | West Reynolds Mescudi Mills Bhasker                                                            | West Bhasker Plain Pat | 4:37              |                   |                   |                   |                   |                   |
| 7.                | RoboCop                                                                | West Englishman Jones Mills Mescudi Anthony Williams Bhasker Faheem Najm Jenkins Patrick Doyle | West                   | 4:34              |                   |                   |                   |                   |                   |
| 8.                | Street Lights                                                          | West Englishman Williams McIldowie                                                             | West Bhasker Mr Hudson | 3:09              |                   |                   |                   |                   |                   |
| 9.                | Bad News                                                               | West George Bass                                                                               | West                   | 3:58              |                   |                   |                   |                   |                   |
| 10.               | See You in My Nightmares (Lil Wayne közreműködésével)                  | West Wilson Bhasker Dwayne Carter                                                              | West No I.D.           | 4:18              |                   |                   |                   |                   |                   |
| 11.               | Coldest Winter                                                         | West Wilson Roland Orzabal                                                                     | West No I.D. Bhasker   | 2:45              |                   |                   |                   |                   |                   |
| 12.               | Pinocchio Story (rejtett szám; freesytle-koncertfelvétel Szingapúrban) | West                                                                                           | West                   | 6:01              |                   |                   |                   |                   |                   |
| 52:01             |                                                                        |                                                                                                |                        |                   |                   |                   |                   |                   |                   |

Háttérénekesek
- Welcome to Heartbreak: Jeff Bhasker
- Amazing: Mr Hudson és Tony Williams
- Paranoid: Kid Cudi
- RoboCop: Tony Williams és Jeff Bhasker
- Street Lights: Esthero és Tony Williams

Feldolgozott dalok
- RoboCop: Kissing in the Rain, eredetileg: Patrick Doyle.
- Bad News: See Line Woman, eredetileg: Nina Simone.
- Coldest Winter: Memories Fade, eredetileg: Roland Orzabal.

## Közreműködő előadók
| Zenészek - Kanye West – előadó - Lula Almeida – dobok/ütőhangszerek (5) - Davis Barnett – brácsa (1, 2, 7, 9, 10) - Jeff Bhasker – billentyűk (1-12), háttérének (2, 7) - James J. Cooper, III – cselló (1, 2, 7, 9, 10) - Rodney Dassis – dobok/ütőhangszerek (5) - Miles Davis – basszusgitár (1, 2, 7, 9, 10) - Esthero – háttérének (8) - Larry Gold – vonós hangszerelés, karmester (1, 2, 7, 9, 10) - Mr Hudson – közreműködő előadó (6), háttérének (1, 4) - The Kadockadee Kwire (Glenn Jordan, Phillip Ingram, Jim Gilstrap, Romeo Johnson, Kevin Dorsey és Will Wheaton) – vokál (1) - Kid Cudi – közreműködő előadó (2), háttérének (6) - Young Jeezy – közreműködő előadó (4) - Gibi Zé Bruno – dobok/ütőhangszerek (5) - Olga Konopelsky – hegedű (1, 2, 7, 9, 10) - Emma Kummrow – hegedű (1, 2, 7, 9, 10) - Alexandra Leem – brácsa (1, 2, 7, 9, 10) - Ken Lewis – zongora (2, 3), zenekar (7) - Lil Wayne – közreműködő előadó (10) - Jennie Lorenzo – cselló (1, 2, 7, 9, 10) - Luigi Mazzochi – hegedű (1, 2, 7, 9, 10) - Charles Parker – hegedű (1, 2, 7, 9, 10) - Igor Szwec – hegedű (1, 2, 7, 9, 10) - Gregory Teperman – hegedű (1, 2, 7, 9, 10) - Tony Williams – háttérének (1, 4, 7, 8) | Utómunkálatok - Kanye West – producer (1-12) - Jeff Bhasker – co-producer (2, 4–6, 10) - Chad Carlisle – felvételek (1–4, 6–11) - Jeff Chestek – vonós hangmérnök (1, 2, 7, 9, 10) - Andrew Dawson – felvételek (1-12), keverés (5) - Isha Erskine – felvételek (1–4, 6–11) - Rick Friedrich – asszisztens vonós hangmérnök (1, 2, 7, 9, 10) - Gaylord Holomalia – felvételek (1–4, 6–11) - Mr Hudson – co-producer (8) - Anthony Kilhoffer – felvételek (1–4, 6–11) - Brent Kolatalo – zenekari hangmérnök (7) - Ken Lewis – zenekari hangmérnök (7) - Erik Madrid – keverési asszisztens (1–4, 6–11) - Vlado Meller – master - Montez Roberts – asszisztens vonós hangmérnök (1, 2, 7, 9, 10) - Manny Marroquin – keverés (1–4, 6–11) - Christian Mochizuki – felvételek (1–4, 6–11) - No I.D. – co-producer (3, 10, 11) - Plain Pat – co-producer (2, 6) - Christian Plata – keverési asszisztens (1–4, 6–11) - John Stahl – asszisztens vonós hangmérnök (1, 2, 7, 9, 10) |

## Slágerlisták
| Év   | Albumlista (Szervezet)                       | Legmagasabb pozíció |
| ---- | -------------------------------------------- | ------------------- |
| 2008 | Ausztrál albumlista (ARIA)                   | 12                  |
| 2008 | Belga albumlista (Ultratop Flanders)         | 21                  |
| 2008 | Belga albumlista (Ultratop Wallonia)         | 69                  |
| 2008 | Brit albumlista (OCC)                        | 11                  |
| 2008 | Brit R&B-albumlista (OCC)                    | 3                   |
| 2008 | Európai albumlista (European Top 100 Albums) | 23                  |
| 2008 | Francia albumlista (SNEP)                    | 52                  |
| 2008 | Holland albumlista (Album Top 100)           | 42                  |
| 2008 | Ír albumlista (IRMA)                         | 11                  |
| 2008 | Kanadai albumlista (Billboard)               | 4                   |
| 2008 | Német albumlista (Offizielle Top 100)        | 30                  |
| 2008 | Norvég albumlista (VG-lista)                 | 19                  |
| 2008 | Olasz albumlista (FIMI)                      | 65                  |
| 2008 | Orosz albumlista (Tophit)                    | 18                  |
| 2008 | Osztrák albumlista (Ö3 Austria)              | 50                  |
| 2008 | Skót albumlista (OCC)                        | 16                  |
| 2008 | Svájci albumlista (Schweizer Hitparade)      | 13                  |
| 2008 | USA Billboard 200                            | 1                   |
| 2008 | USA R&B/Hiphopalbumlista (Billboard)         | 1                   |
| 2008 | Új-Zéland-i albumlista (RMNZ)                | 15                  |
| 2014 | USA Hanglemezalbumlista (Billboard)          | 14                  |

| Év   | Albumlista (Szervezet)               | Pozíció |
| ---- | ------------------------------------ | ------- |
| 2008 | Ausztrál urban albumlista (ARIA)     | 16      |
| 2008 | Brit albumlista (OCC)                | 131     |
| 2008 | IFPI Albumlista (IFPI)               | 31      |
| 2009 | Ausztrál urban albumlista (ARIA)     | 15      |
| 2009 | Brit albumlista (OCC)                | 125     |
| 2009 | Kanadai albumlista (Billboard)       | 22      |
| 2009 | USA Billboard 200                    | 7       |
| 2009 | USA R&B/Hiphopalbumlista (Billboard) | 5       |

## Minősítések és eladási adatok
| Régió | Minősítés       | Eladott példányszám |
| --- | --------------- | ------------------- |
| Ausztrália (ARIA) | Aranylemez      | 35 000^             |
| Dánia (IFPI Denmark) | Platinalemez    | 20 000‡             |
| Egyesült Államok (RIAA) | 3x Platinalemez | 3 700 000           |
| Egyesült Királyság (BPI) | Platinalemez    | 300 000‡            |
| Írország (IRMA) | Platinalemez    | 15 000^             |
| Kanada (Music Canada) | Platinalemez    | 80 000^             |
| ^ Kiszállítási példányszámok kizárólag a minősítés alapján. ‡ Eladási+streaming példányszámok kizárólag a minősítés alapján. |                 |                     |